# Eterocromatina costitutiva
Sono organizzate in eterocromatina costitutiva quelle zone che restano sempre in condizione condensata, come le strutture del centromero e dei telomeri.
1. ↑   Centromero, in Wikipedia, 29 maggio 2022. URL consultato il 20 agosto 2025.